# 硫化ホウ素
硫化ホウ素（りゅうかホウそ、Boron sulfide）は、化学式B2S3で表される化合物である。それは白色の、湿気に弱い固体である。ポリマー構造を持つ。この材料は、「ハイテク」ガラスの構成要素として、また有機硫黄化合物を調製するための試薬として注目されている。

## 反応
シリコンやリンの硫化物と同様に、B2S3は大気中の湿気などの微量の水と反応してH2Sを放出する。この加水分解は次の理想方程式で説明される:
B
2S
3  +  3 H
2O   →   B
2O
3  +  3 H
2S
B2S3は、P4S10などの他の硫化物と混合すると容易にガラスを形成する。このようなガラスは従来のホウケイ酸ガラスと比較して、赤外線エネルギーの中周波を吸収しない。これらの三元相の一部は高速イオン伝導体である。
B2S3はケトンを対応するチオンに変換する。たとえば、ベンゾフェノンからチオンへの変換は次のように進行する:
B
2S
3 + 3 (C
6H
5)
2C=O  →  B
2O
3 + 3 (C
6H
5)
2C=S
実際には、B2S3が過剰に使用されることになる。

## 合成
初期の合成ではホウ化鉄およびホウ化マンガンと硫化水素を300°Cの温度で反応させる必要があった。一ホウ化物の変換は次の理想方程式で示される:
2 FeB  +  4 H
2S  →  B
2S
3 +  FeS + 4 H
2
最初の合成は1824年に非晶質ホウ素と硫黄蒸気の直接反応によってイェンス・ベルセリウスによって行われた。
    2 B  +  3 S  →  B2S3
フリードリヒ・ヴェーラーとアンリ・エティエンヌ・サント＝クレール・ドビーユはホウ素と硫化水素から出発する別の合成法を支持し、1858 年に初めて出版した。
    2 B + 3 H2S → B2S3 + 3 H2

## 構造
B2S3のホウ素原子は平面三方晶で、架橋S原子を持つB3S3リングとB2S2リングに配置され、層間距離355pmの層構造を形成する。これは、三次元構造を持つ三酸化ホウ素とは異なる。B2S3の分子、単量体の形態は、中心のB-S-B角度が約120°である平面V字形をしている。